# Вулфолл, Дэниел
Дэ́ниел Бёрли Ву́лфолл, Даниэл Берли Вулфолл (англ. Daniel Burley Woolfall; 15 июня 1852 — 24 октября 1918) — второй президент ФИФА. Уроженец Англии. Был во главе ФИФА в период с 1906 по 1918 годы.

## Биография
До того, как Вулфолла избрали президентом ФИФА он был членом Футбольной ассоциации Англии от Блэкберна, под его контролем находился английский футбол и часть французских клубов, входивших в ассоциацию.
На посту президента ФИФА он занимался унификацией правил футбола, принимал участие в организации футбольных турниров Олимпийских игр 1908 и 1912 годов. Кроме международных правил футбола он также разработал основные положения о деятельности ФИФА, часть из которых применяется до сих пор. Международные соревнования были разделены на клубные и национальные. Участие членов ФИФА в других международных коммерческих турнирах было запрещено.
Он активно занимался распространением влияния ФИФА и расширением её географии. До 1909 года в организации состояли только европейские страны. Усилиями Вулфолла к международной федерации присоединились ЮАР (1909), Чили (1912), Аргентина (1912) и США (1913).